# Epacromius tergestinus
Epacromius tergestinus är en insektsart som först beskrevs av Toussaint de Charpentier 1825.  Epacromius tergestinus ingår i släktet Epacromius och familjen gräshoppor.

## Underarter
Arten delas in i följande underarter:
- E. t. tergestinus
- E. t. extimus
- E. t. ponticus